# Thomas Stevenson
Thomas Stevenson (* 2 de julio de 1957, 67 años) , en un pueblo de California.  Ha pasado toda su vida en la cinematografía. 
Termina sus estudios universitarios en Harvard. A los 28 años, filma:
- Entre mucho no provoca Luego filma 3 películas sin casi publicidad.

Falleció por piratería
Con 8 películas de mucho éxito . 
Ha filmado alrededor de 25 películas desde 1979 hasta el 2007 , su película más reciente : Sweeny Todd , Quien trabajó solo como productor , y otra en la que trabajó como guionista , que fue : Antes de Partir , con Jack Nicholson , y Morgan Freeman
- Datos: Q6146107